# 남아프리카 준비은행
남아프리카 준비은행은 남아프리카 공화국의 중앙 은행이다. 금융 정책을 실시하는 것뿐만 아니라, 남아프리카 공화국 랜드 지폐의 발행 및 관리를 한다.